# Elecciones generales de las Islas Feroe de 2015

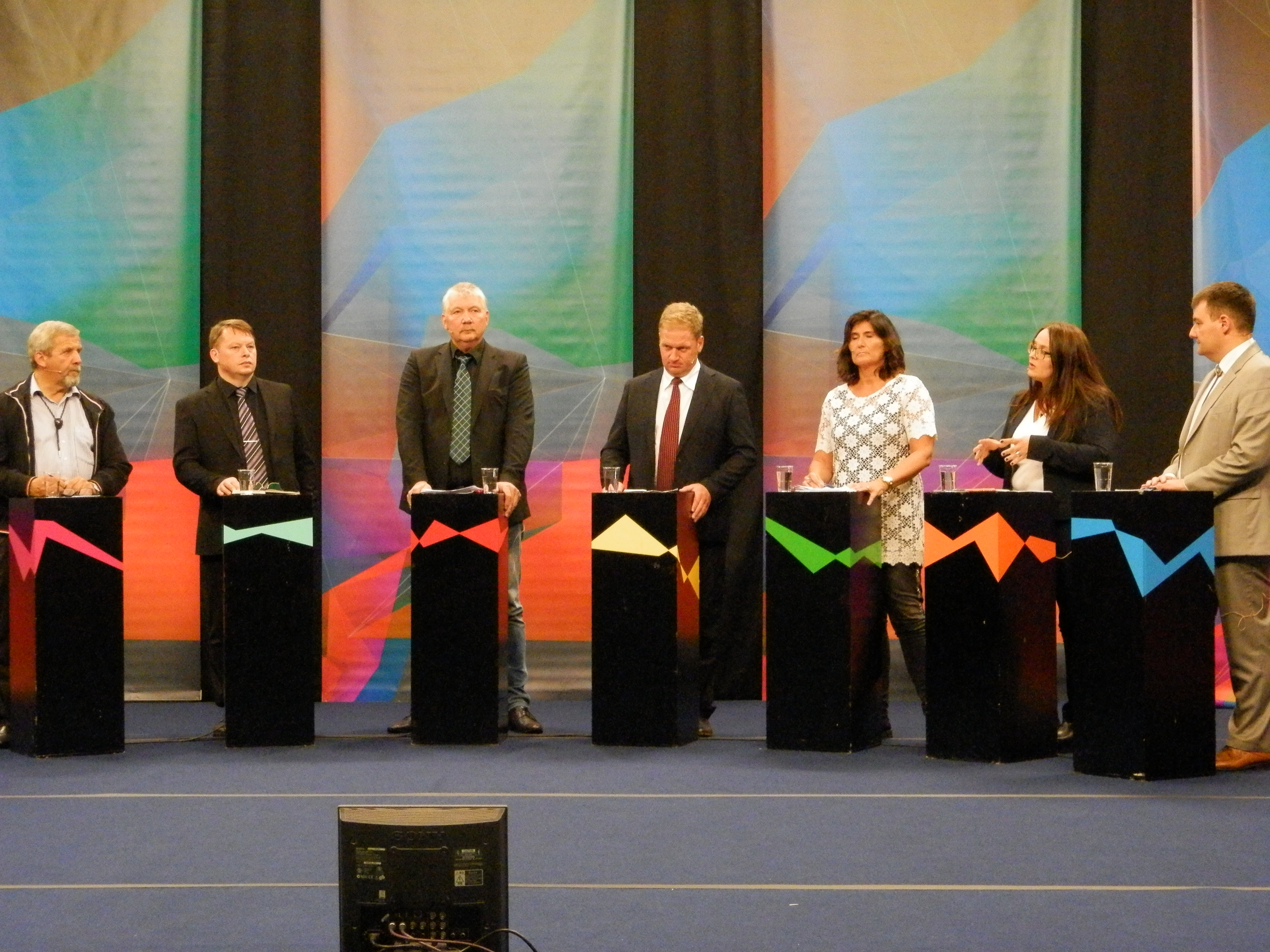
Debate en Trongisvágur el 25 de agosto de 2015; Kári P. Højgaard (D), Jákup Suni Lauritsen (H), Kristin Michelsen (C), Páll á Reynatúgvu (E), Elsebeth Mercedis Gunnleygsdóttur (A), Hanna Jensen (F) and Magni Laksáfoss (B).

El 1 de septiembre de 2015 se celebraron elecciones generales en las Islas Feroe. Las elecciones para el Folketing danés se celebraron de antemano el 18 de junio.
El 4 de agosto de 2015, la Løgting aprobó una moción que criticaba al primer ministro Kaj Leo Johannesen y al exministro del Interior Kári P. Højgaard, acusando a Johannesen de mentirle a la Løgting en relación con una cláusula de pago de ruptura de 1 millón de coronas en el contrato de Copenhagen Infrastructure Partners para construir un túnel submarino entre Eysturoy y Streymoy. thereby breaking the law.
Aunque Kaj Leo Johannesen le había dicho previamente al Løgting que no tenía parte de la tarifa de interrupción, una investigación judicial dirigida por Hans Gammeltoft-Hansen (el defensor del pueblo danés desde 1987 hasta 2012) confirmó en junio de 2015 que Kaj Leo Johannesen había engañado a sabiendas a los Løgting en varias ocasionesinfringiendo la ley. Durante algún tiempo no pasó mucho, el primer ministro se negó a tomar ninguna medida y se fue de vacaciones durante un mes. El presidente de la Løgting se negó a reunir el parlamento, que no tenía una reunión programada antes del 29 de julio de 2015.
El 29 de julio, Kaj Leo Johannesen pronunció su discurso anual de Ólavsøka ante el Løgting, y lo terminó convocando elecciones generales. Una semana después, el 4 de agosto, el Løgting se reunió para discutir el discurso de Johannesen, como exige la ley. Los 33 miembros de Løgting votaron a favor, incluido Højgaard. República y Progreso exigieron un voto de censura en Kaj Leo Johannesen, en el que 14 diputados votaron a favor de la moción, 9 en contra y 10 emitieron votos en blanco, menos de la mayoría de 17 requerida para aprobar la moción. Sólo 9 de los 20 diputados de la coalición de Kaj Leo Johannesen optaron por respaldarlo y votaron en contra de la moción, incluidos seis de su propio partido, el presidente Jógvan á Lakjuni del Partido Popular y los dos diputados del Partido del Centro. Sin embargo, tres diputados del Partido Unión votaron en blanco, incluido el vicepresidente Bárður Nielsen, mientras que el presidente del Partido Popular, Jákup Mikkelsen, votó a favor de la moción.
Kaj Leo Johannesen sostiene que no mintió, sino que solo dio información incorrecta al Løgting.

## Sistema electoral
Los 33 miembros de la Løgting fueron elegidos por representación proporcional de lista abierta en una única circunscripción a nivel nacional con un umbral electoral de 3.03030%. Los asientos se asignaron mediante el método d'Hondt.

## Resultados
Los partidos de oposición volvieron de forma importante tras las elecciones de 2011, con el Partido de la Igualdad y República ganando dos y un escaños respectivamente. Progreso recuperó su segundo escaño, que perdió en 2011 cuando Janus Rein abandonó el partido. A pesar de una pequeña reducción en su porcentaje de votos, el nuevo gobierno autónomo ganó un escaño.
| Partidos                     | Partidos                     | Votos  | %     | Escaños |
| ---------------------------- | ---------------------------- | ------ | ----- | ------- |
|                              | Partido de la Igualdad       | 8,093  | 25.09 | 8       |
|                              | República                    | 6,691  | 20.74 | 7       |
|                              | Partido Popular              | 6,102  | 18.92 | 6       |
|                              | Partido Unionista            | 6,046  | 18.74 | 6       |
|                              | Progreso                     | 2,241  | 6.95  | 2       |
|                              | Partido de Centro            | 1,779  | 5.52  | 2       |
|                              | Partido del Autogobierno     | 1,305  | 4.05  | 2       |
| Total (participación de 88%) | Total (participación de 88%) | 32,257 | 100,0 | 33      |
| Fuentes: KVF                 |                              |        |       |         |